# فینال لیگ قهرمانان اقیانوسیه ۲۰۰۸
فینال لیگ قهرمانان اقیانوسیه ۰۸–۲۰۰۷ بین ویتاکر یونایتد نیوزیلند و کوسا جزایر سلیمان برگزار شد.
بازی اول در ورزشگاه لاسون تاما، هونیارا، جزایر سلیمان در ۲۶ آوریل ۲۰۰۸ برگزار شد. تیم میزبان با نتیجه ۳–۱ پیروز شد.
بازی برگشت در ۱۱ مه ۲۰۰۸ در ورزشگاه تراستس، ویتاکر سیتی، نیوزیلند برگزار شد. ویتاکر یونایتد  ۵–۰، و در مجموع ۶–۳ پیروز شد و به جام باشگاه‌های جهان ۲۰۰۸ راه یافت.

## مسابقات
| تیم ۱ | نتیجه‌نهایی | تیم ۲          | بازی رفت | بازی برگشت |
| ----- | ---------- | -------------- | -------- | ---------- |
| کوسا  | ۳–۶        | ویتاکر یونایتد | ۳–۱      | ۰–۵        |

### بازی رفت
| کوسا                    | ۳–۱      | ویتاکر یونایتد |
| ----------------------- | -------- | -------------- |
| لووی ۲۱' ۴۱' · ناکا ۸۵' | (Report) | پری ۴۹'        |

### بازی برگشت
| ویتاکر یونایتد                                   | ۵–۰      | کوسا |
| ------------------------------------------------ | -------- | ---- |
| توتوری ۸' · امبلن ۲۵' · پیرس ۷۲' ۷۷' · باتلر ۸۵' | (Report) |      |